# Hellbach (Kempt)
Der Hellbach ist ein knapp drei Kilometer langer linker Zufluss der Kempt. Er ist ein mittelsteiles, mittleres Fliessgewässer des kollinen, karbonatischen Mittellands. Der Bach entspringt als Wöschbach im südlichsten Teil des Gemeindegebiets von Brütten und trägt ab dem Zusammenfluss mit dem Birchbach den Namen Hellbach. Als solcher fliesst er fast auf seiner gesamten Länge auf der Gemeindegrenze zwischen Winterthur und Lindau.

## Etymologie
Der Name Hellbach leitet sich vom mittelalterlichen Hell für Hölle ab. Der Name deutet damit an, dass der Bach abgelegen liegt und in schwer zugänglichen, steilen Gebiet südlich von Brütten. Auch das nördlich angrenzende Waldgebiet (Hellholz) trägt einen entsprechenden Namen und auch die ehemals dort befindende Rebbauparzelle trug den Namen Hellreben.

## Geographie

### Verlauf
Der Hellbach entspringt im äussersten Süden des Brüttener Gemeindegebiets. Seine Quelle liegt eingedolt unter der Rüeswisen wenig südlich des Quartiers Zelgli sowie nur wenig westlich der Quelle des Mittleren Hellbachs. Seit einer Melioration in den 1970er Jahren dient der Oberlauf als Entwässerungsleitung. Sie sammelt einen Teil des Wassers aus den Landwirtschaftsflächen Rüeswiesen und Ifang. Direkt nach der Zürcherstrasse tritt der Bachlauf nach rund 700 Metern im Waldgebiet Ifang an die Oberfläche und erhält den Namen Wöschbach.
Nach rund 200 Metern nimmt der Bach rechtsseitig das vom gleichnamigen Hof herkommende Buechmesbächli und nach weiteren 130 Metern das Ifangbächli auf. Nach 580 Metern überquert der Bach an der Brüttenerstrasse die Gemeindegrenze nach Lindau.
Rund 1250 Meter nach der Quelle fliesst der Wöschbach rechtsseitig mit dem Birchbach zusammen und trägt ab nun den Namen Hellbach. Die Zuflüsse des Birchbachs entspringen auf dem Gemeindegebiet Lindaus, wobei der Bach und dessen Zuläufe auf Landwirtschaftsgebiet teilweise eingedolt verlaufen. Nach dem Zusammenfluss von Wösch- und Birchbach nimmt der Bach nach rund 220 Metern linksseitig den Mittleren Hellbach auf und fliesst von dort an auf der Gemeindegrenze zwischen Winterthur und Lindau. Auf dieser Strecke nimmt er nach weiteren 360 Metern rechtsseitig das Birchrainbächli auf und nochmals 100 Meter später als letzten Zufluss linksseitig den Äusseren Hellbach. Danach fliesst der Hellbach weiter zwischen den beiden Waldgebieten Hellholz und Birchrain zur Kempt. Die letzten 185 Meter, nachdem die Gemeindegrenze mit dem Erreichen der Flur Geilikerwiesen den Flusslauf verlässt, fliesst der Fluss noch vollständig auf Winterthurer Gemeindegebiet. Der Hellbach fliesst gegenüber dem Kemptweiher auf einer Höhe von 438 m ü. M. in die Kempt.

### Einzugsgebiet
Das Einzugsgebiet des Bachs ist rund 2,96 km² gross und umfasst grösstenteils die Gemeindegebiete von Lindau (nördlich der Weiler Bläsihof und Chrüzbüel) und Brütten (südlicher Gemeindeteil mit einem Teil des eigentlichen Dorfs Brütten). Das Gemeindegebiet Winterthurs ist vom Einzugsgebiet nur marginal berührt.
Die Fläche seines Einzugsgebiets besteht zu 48,8 % aus Bestockter Fläche, zu 42,8 % aus Landwirtschaftsfläche und zu 8,0 % aus Siedlungsfläche.
Die mittlere Höhe des Einzugsgebietes beträgt 574 m ü. M., die minimale Höhe liegt bei 446 m ü. M. und die maximale Höhe bei 642 m ü. M. Der mittlere Jahresniederschlag liegt bei 1132,57 mm.

### Zuflüsse
Die direkten und indirekten Zuflüsse bachabwärts
- Buechmesbächli (rechts), 0,38 km
- Ifangbächli (rechts), 0,26 km
- Birchbach (rechts), 1,15 km
  - Hohenaspbächli (links), 0,15 km
  - Pfaffenholzbächli (rechts), 0,43 km
  - Horainbächli (rechts), 0,11 km
- Mittlerer Hellbach (links), 1,48 km
- Birchrainbächli (rechts), 0,23 km
- Äusserer Hellbach (links), 1,2 km